# قیاس‌لی (آق‌سو)
قیاس‌لی (به لاتین: Qiyaslı) یک منطقه مسکونی در جمهوری آذربایجان است که در شهرستان آق‌سو واقع شده است. قیاس‌لی ۵۰۴ نفر جمعیت دارد.